# مارتی لاپالاینن
مارتی لاپالاینن (فنلاندی: Martti Lappalainen; ۱۱ آوریل ۱۹۰۲ – ۶ اکتبر ۱۹۴۱) اسکی‌باز صحرانوردی اهل فنلاند بود.